# اعتراضات ۲۰۲۰ مصر
اعتراضات ۲۰۲۰ مصر، مجموعه‌ای از اعتراضات خیابانی غیرمتمرکز در مصر بود که از ۲۰ سپتامبر، سالگرد اعتراضات ۲۰۱۹ مصر، آغاز و با هدف استعفای عبدالفتاح سیسی، رئیس‌جمهور مصر، برگزار شد. معترضان، در چندین شهر مصر، از جمله قاهره، جیزه، سوئز، کفر الدوار، اسکندریه، اسوان، قناطر خیریه، فیوم، منیا، اقصر، و دمیاط به خیابان‌ها آمدند. ۲۵ سپتامبر، ششمین روز تظاهرات، «جمعه خشم» نامیده شد.